# یواس‌اس ایشروود (دی‌دی-۲۸۴)
یواس‌اس ایشروود (دی‌دی-۲۸۴) (به انگلیسی: USS Isherwood (DD-284)) یک کشتی بود که طول آن ۹۵٫۸۳ متر (۳۱۴٫۴ فوت) بود. این کشتی در سال ۱۹۱۹ ساخته شد.